# Neogeno
| Período Neogeno Há 23.03–2.58 milhões de anos PreЄ Є O S D C P T J K Pg N |                                              |
| |                                              |
| Teor médio de o2 atmosférico durante o período | ca. 21.5 Vol % (108 % do nível atual)        |
| Teor médio do CO2 atmosférico durante o período | ca. 280 ppm (1 vezes o nível pré-industrial) |
| Temperatura média da superfície durante o período | ca. 14 °C (0 °C acima do nível atual)        |
| Neogeno LDTGview • Discussão • -24 —–-22 —–-20 —–-18 —–-16 —–-14 —–-12 —–-10 —–-8 —–-6 —–-4 —–-2 —C e n o z o i c oPaleogenoN e o g e n oQuaternárioM i o c e n oP l i o.AquitanianoBurdigalianoLanguianoSerravalianoTortonianoMessinianoZanclianoPlacenciano ←Crise de salinidade do Messiniano←Pradaria norte-americana expandeSubdivisão do Neogeno de acordo com ICS, em 2021. Eixo vertical: milhões de anos atrás. |                                              |

Na escala de tempo geológico, o Neogeno ou Neogénico é o período da era Cenozoica do éon Fanerozoico que se inicia há cerca de 23,04 milhões de anos e se estende até o Pleistoceno (2,58 Ma). O período Neogeno sucede o período Paleogeno e precede o Quaternário. Divide-se nas épocas Miocena e Pliocena, da mais antiga para a mais recente.
Neste período, ocorreu a expansão dos mamíferos de grande porte e o aparecimento dos hominídeos.

## Mioceno (há 23-5 milhões de anos) e Plioceno (há 5-2 milhões de anos)
No período Mioceno o clima volta a esquentar e pastos e savanas se tornam os ambientes mais comuns. No final dessa época (há cerca de 9 milhões de anos) as Américas se unem através do istmo do Panamá, causando um intercâmbio de fauna. No Plioceno a Terra já começa a se tornar semelhante à que temos hoje.
A fauna e a flora desse período se mostra com grande grau de parentesco com a atual, mais de 70% da fauna e flora dessas épocas sobreviveram até nossos dias. Sobre a fauna, vale salientar a grandiosidade dos animais, esta época possuí espécies de aves (ex.: Argentavis), lagartos (ex.: Megalania), crocodilianos (ex.: Purusaurus) e tubarões (ex.: megalodonte). O período também viu as últimas aves do terror, que subsistiram na América do Sul, enquanto esta esteve isolada.

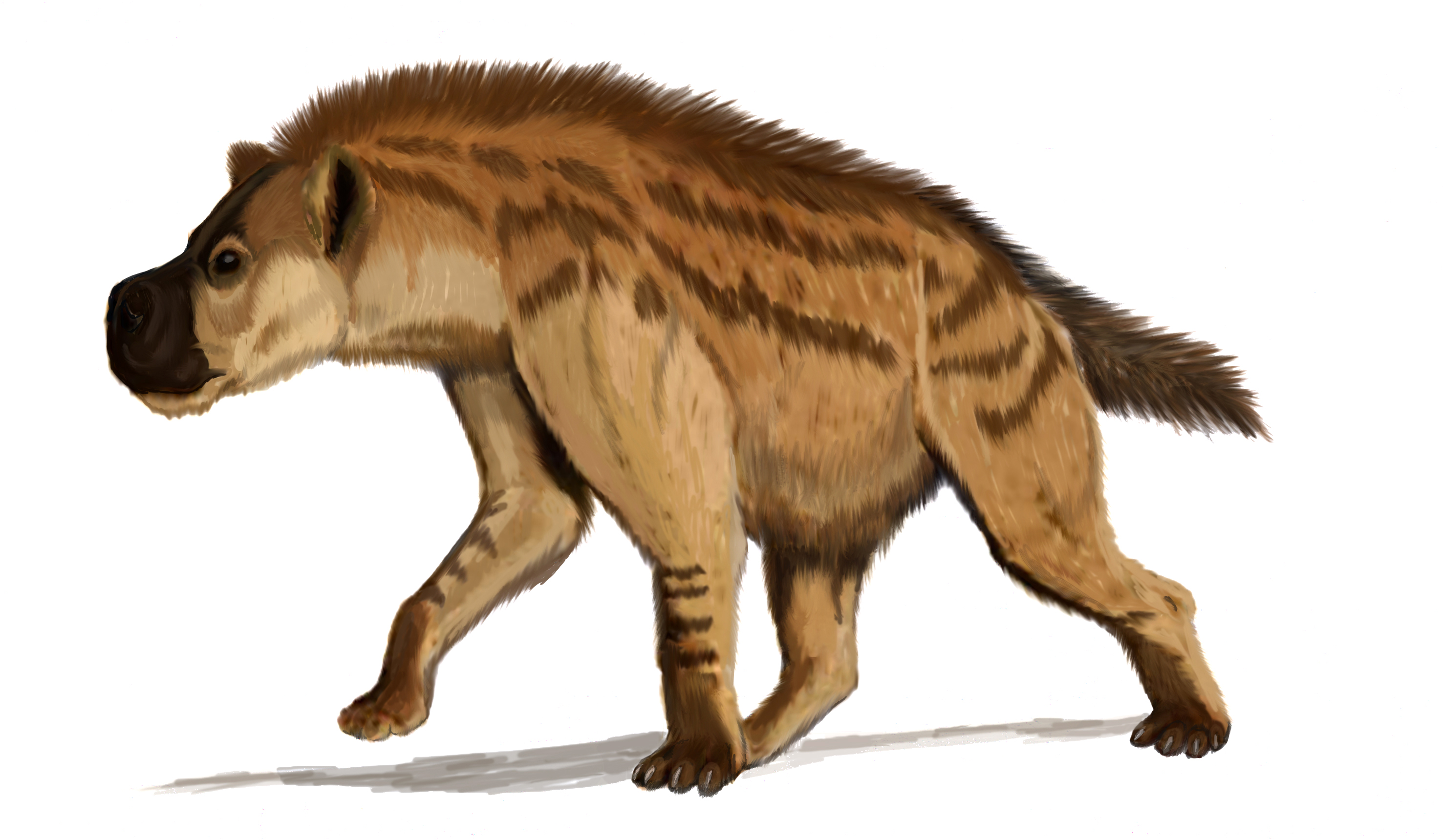
Dinocrocuta (que significa hiena terrível), um carnívoro
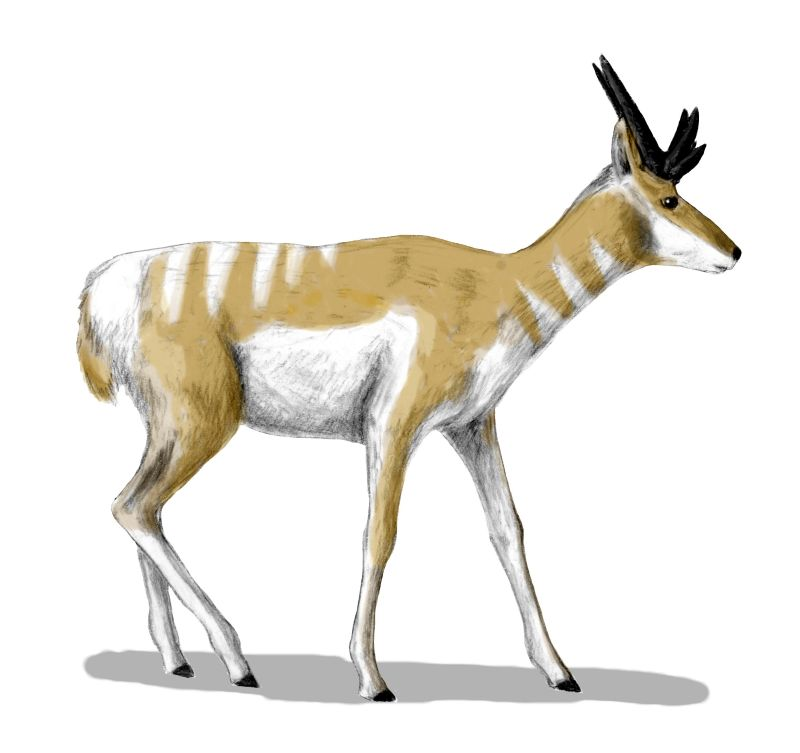
Osbornoceros, um artiodáctilo
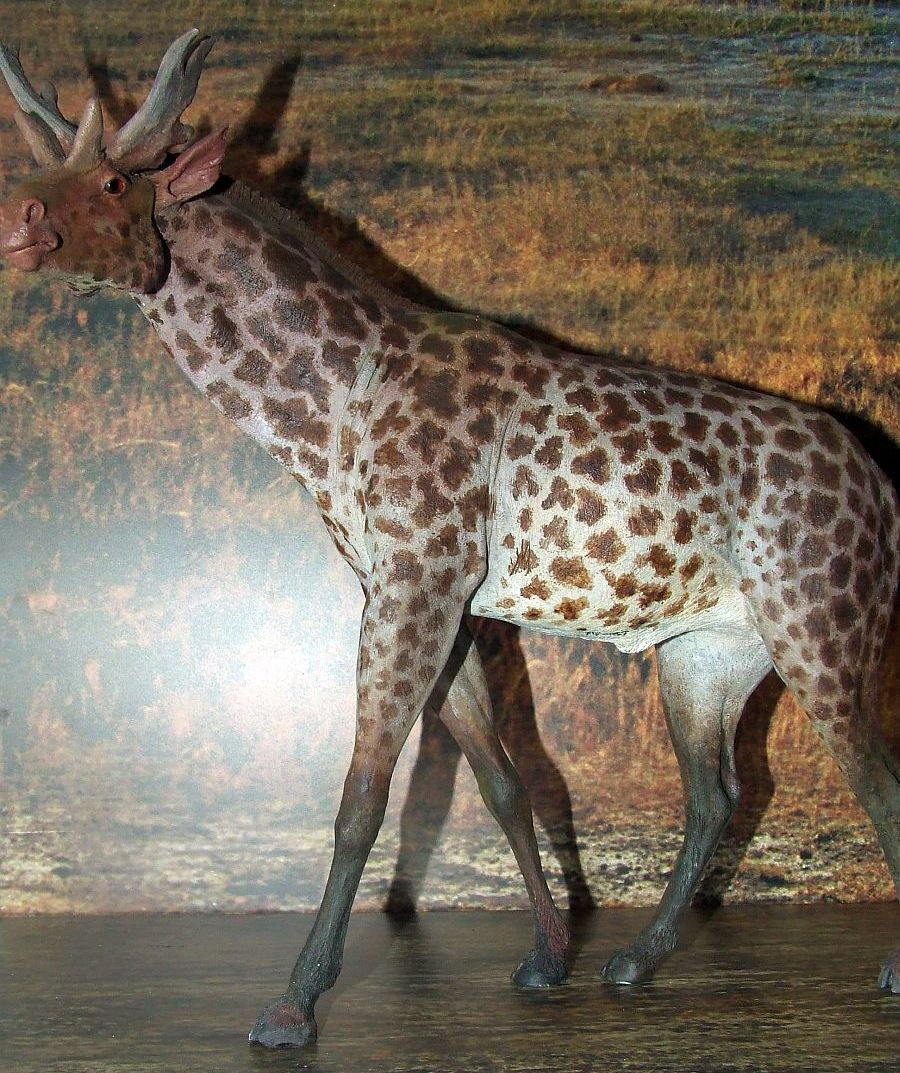
Sivatherium, um artiodáctilo
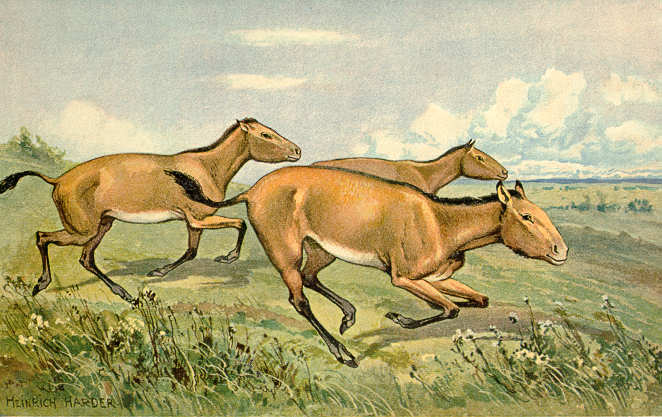
Hipparion, um perissodáctilo
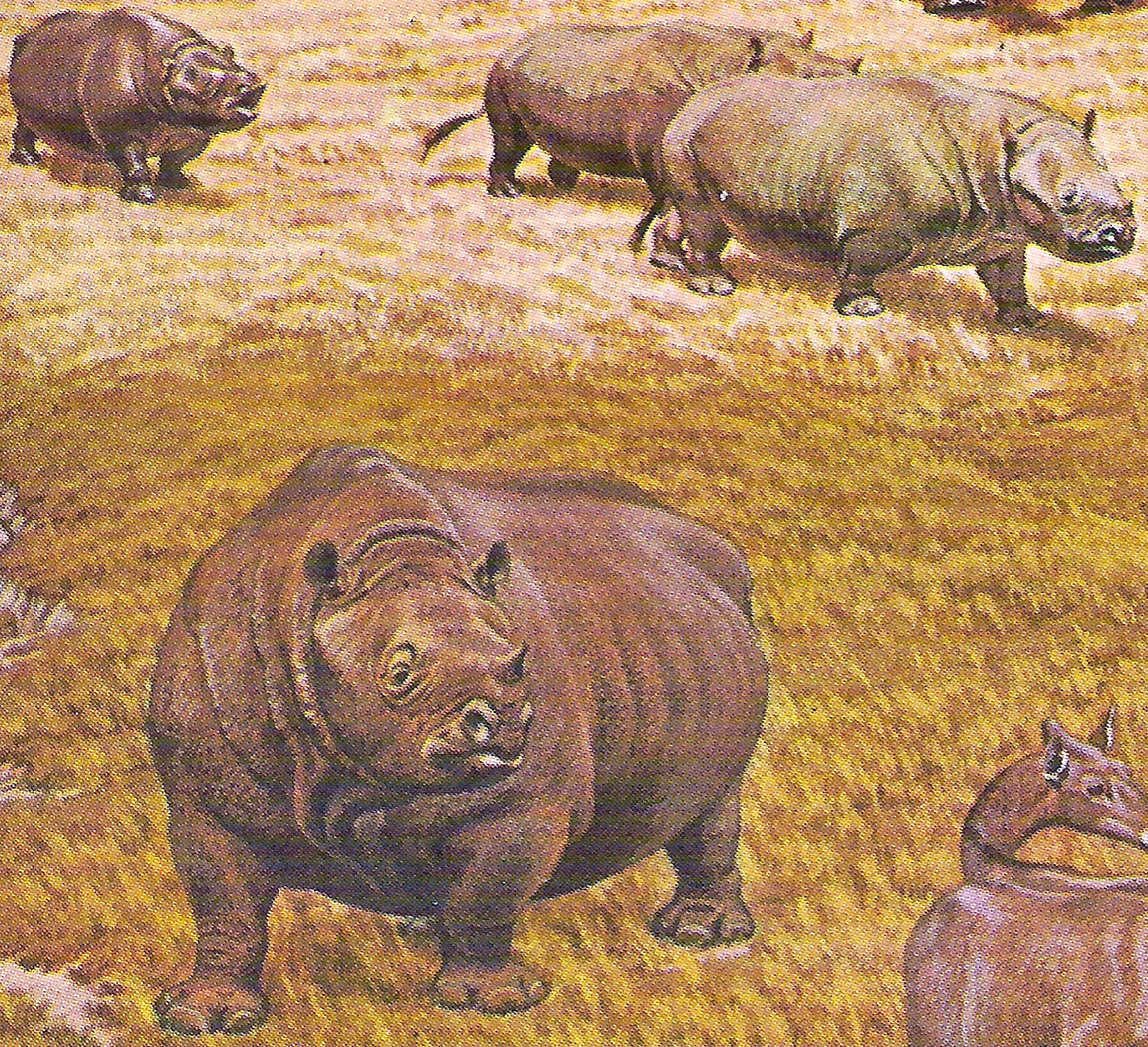
Teleoceras, um perissodáctilo
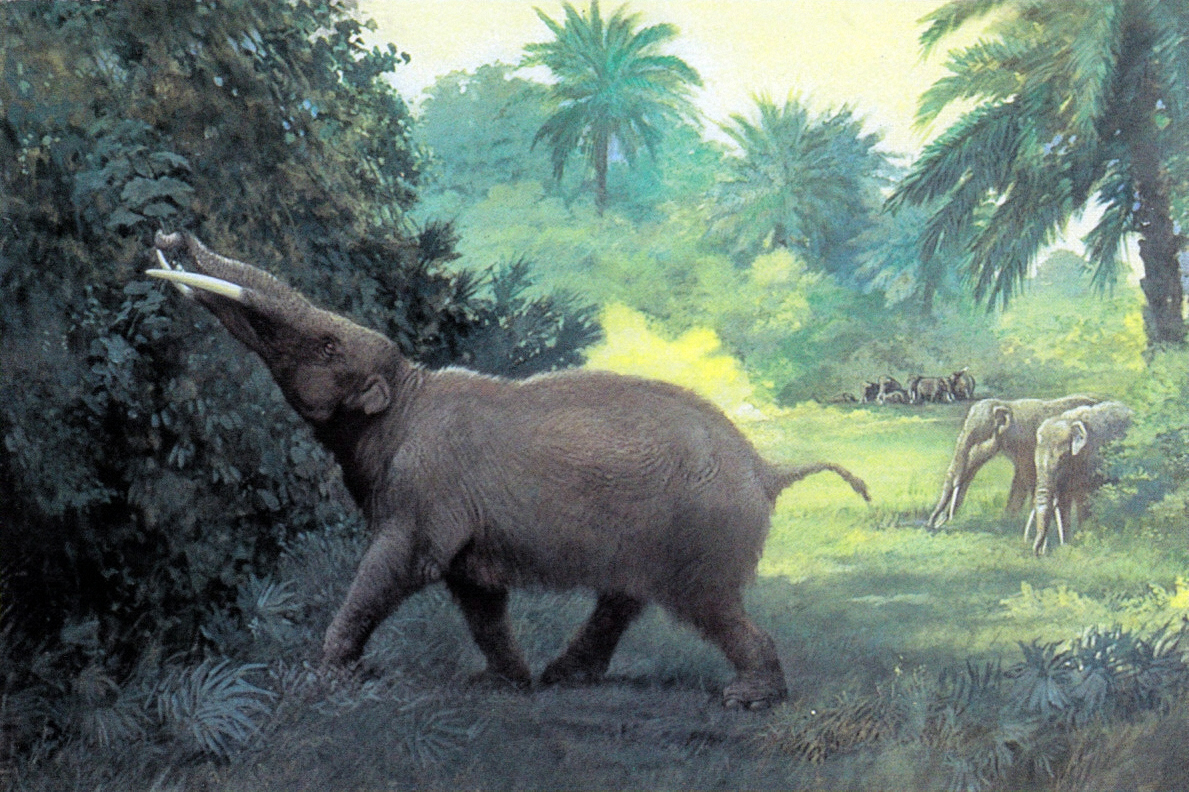
Gomphothere, um proboscídeo
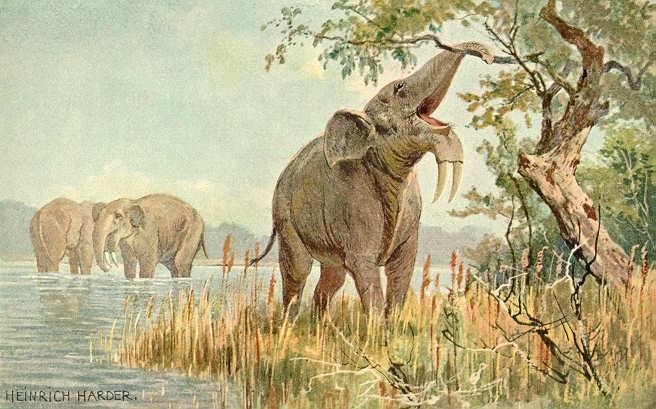
Deinotherium, um proboscídeo
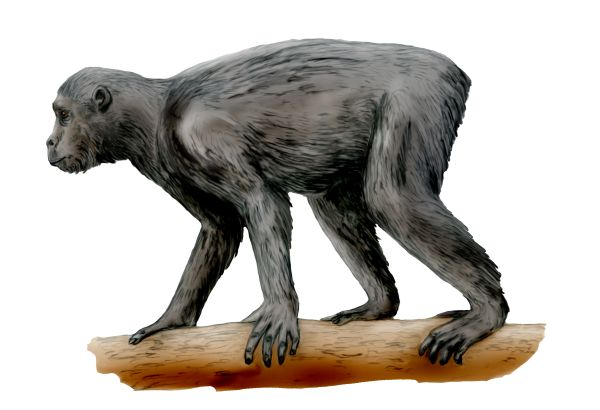
Proconsul africanus, um primata
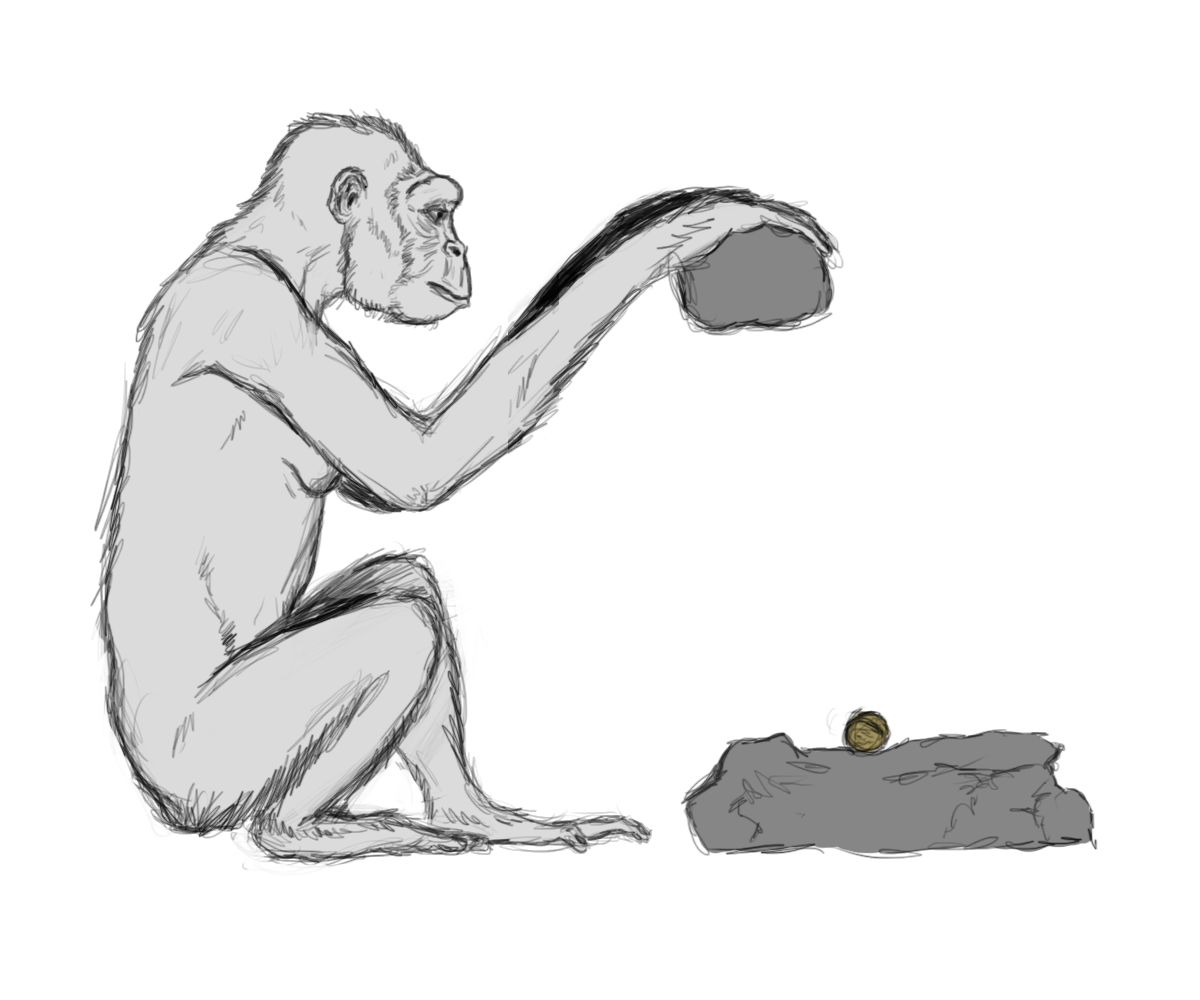
Ardipithecus ramidus, um primata da família dos hominídeos
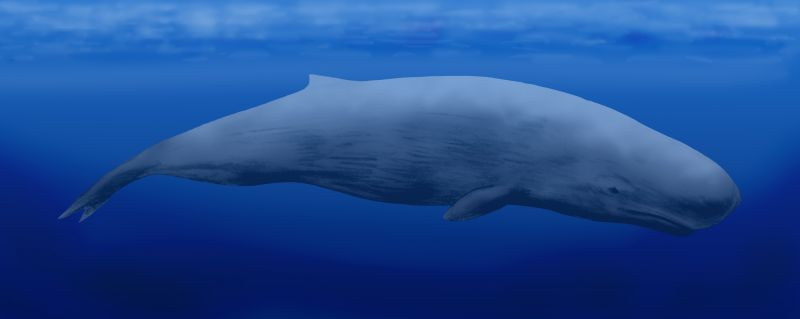
Brygmophyseter, um cetáceo
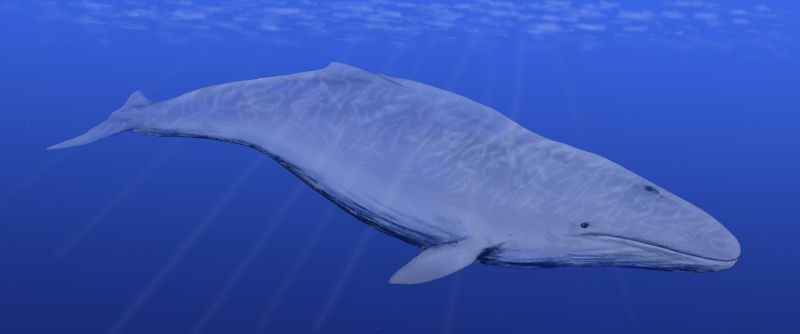
Cetotherium, um cetáceo
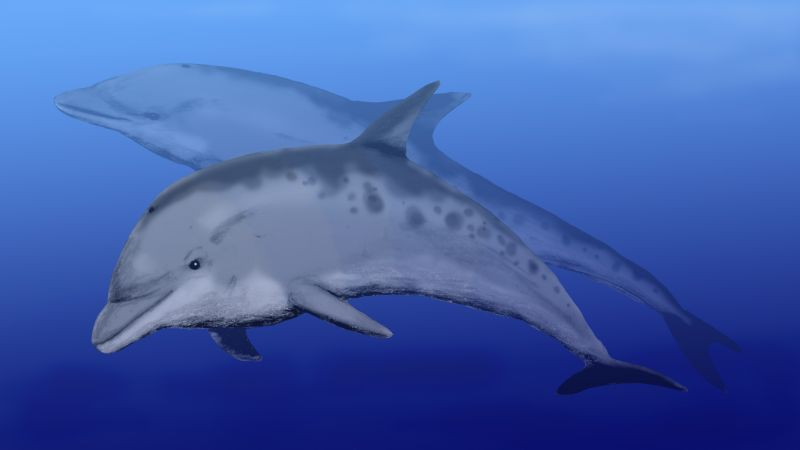
Kentriodon, um cetáceo
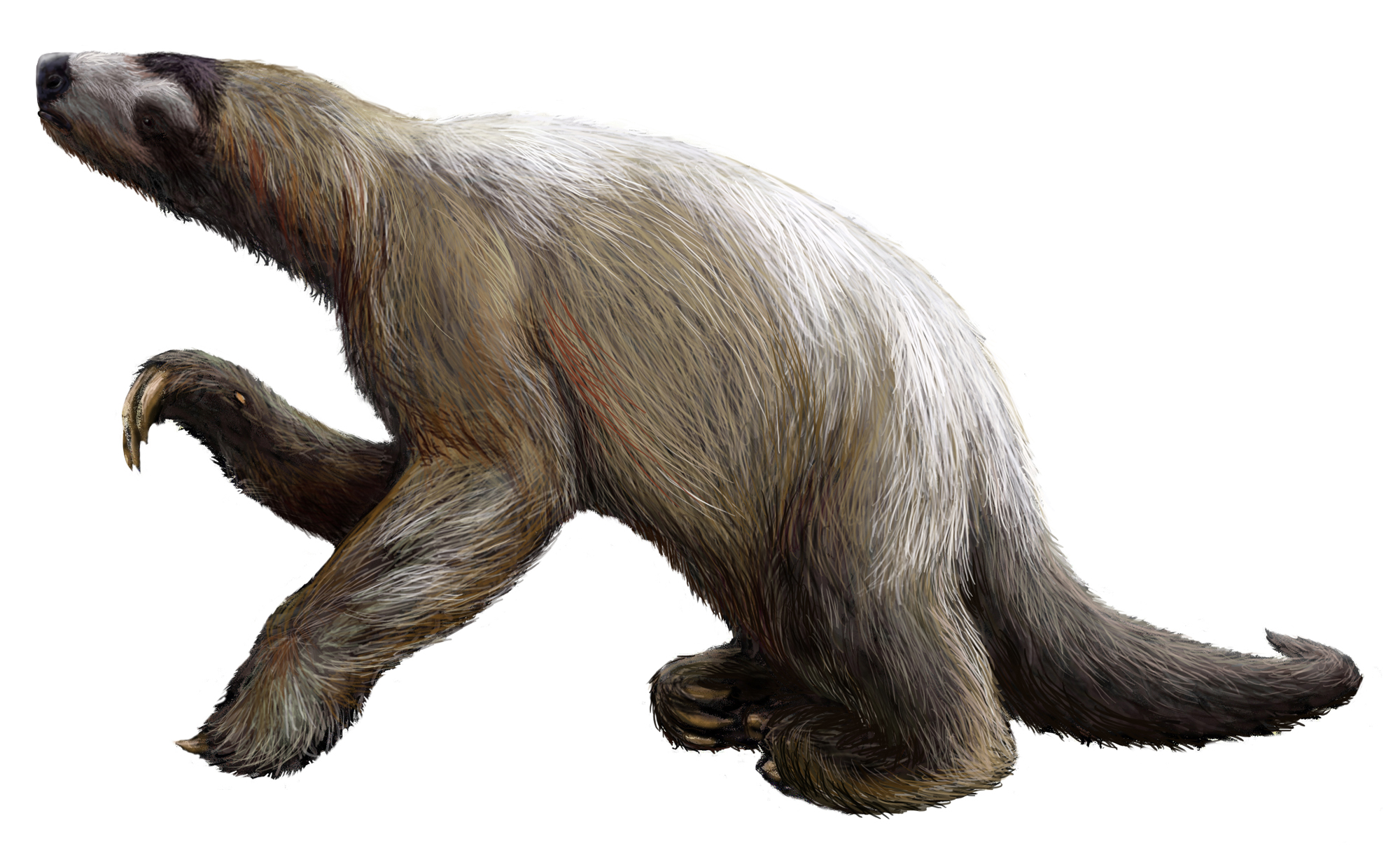
Nothrotheriops, um desdentado
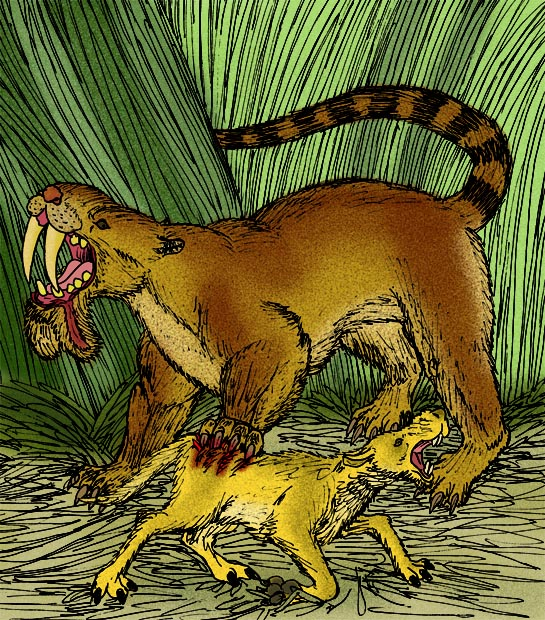
Thylacosmilus atrox, um marsupial
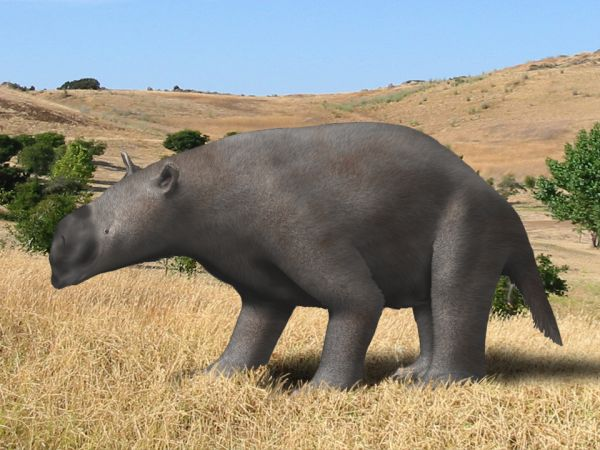
Pyramios, um marsupial
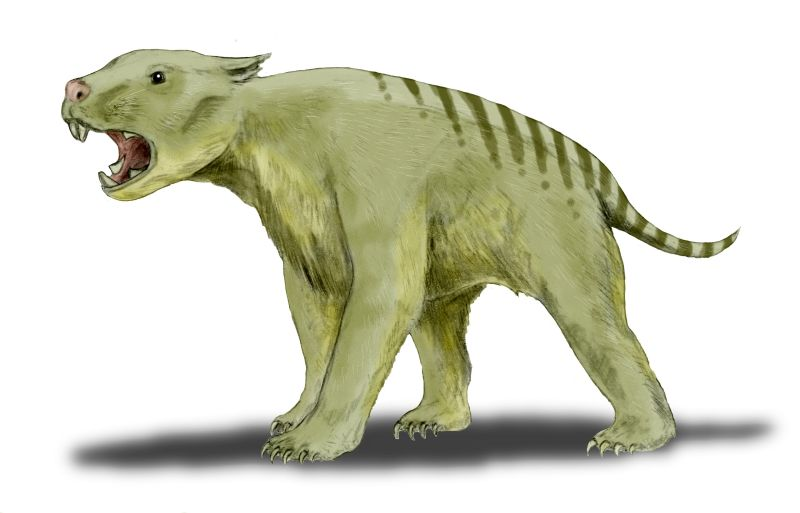
Thylacoleo, um marsupial
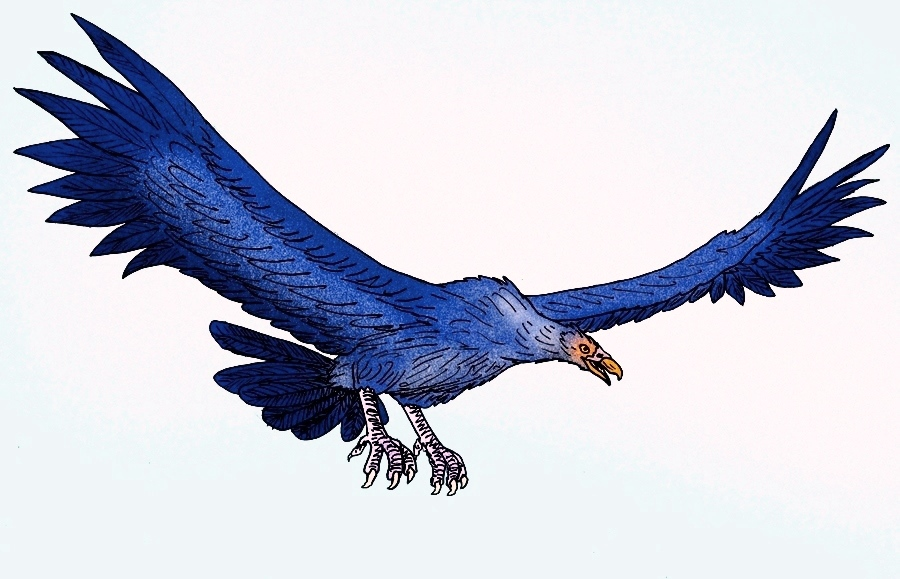
Argentavis, uma ave accipitriforme
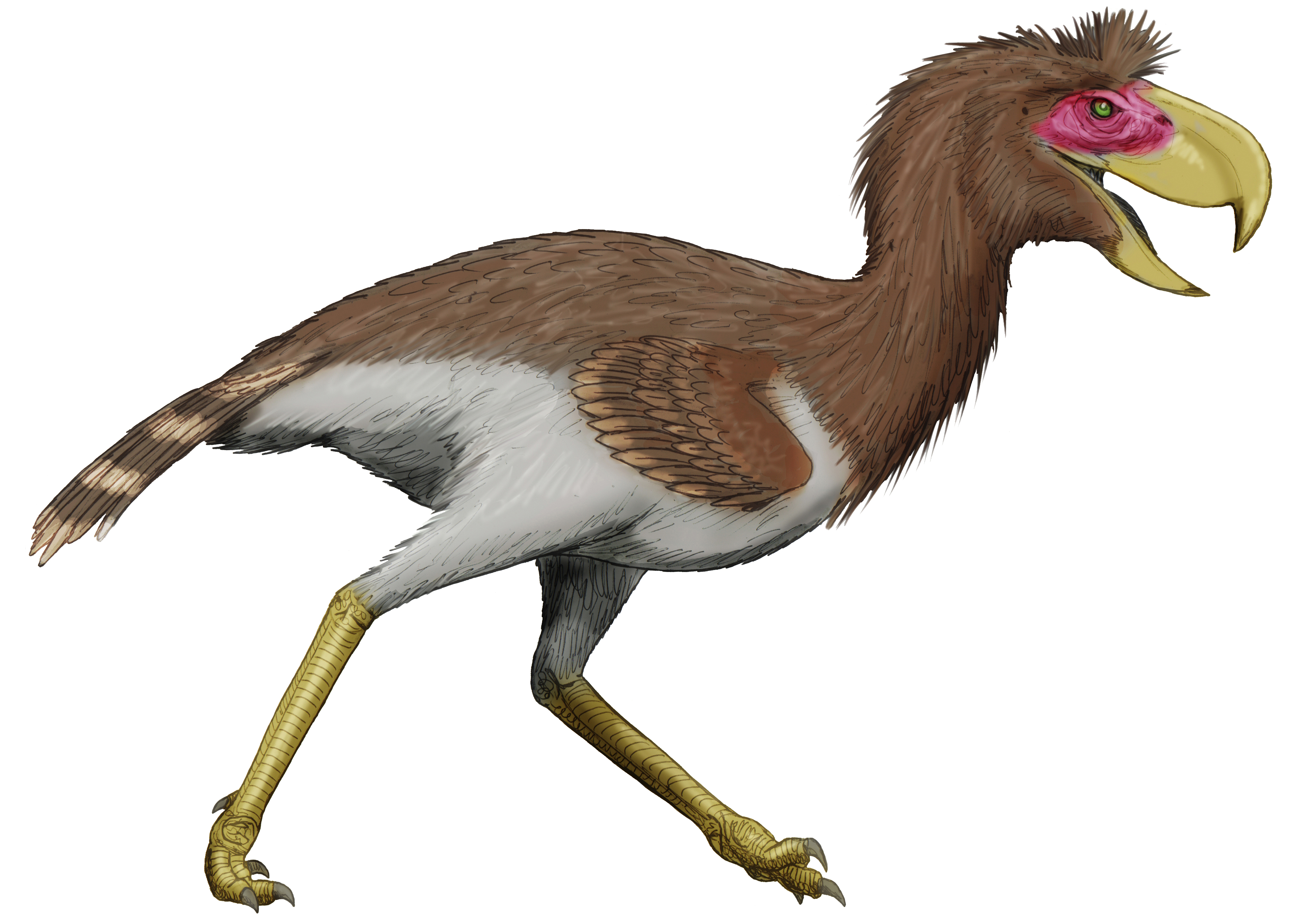
Phorusrhacos, uma ave cariaforme
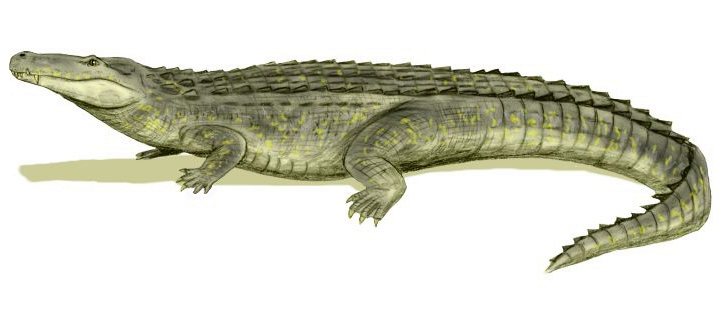
Purussaurus, um crocodiliano
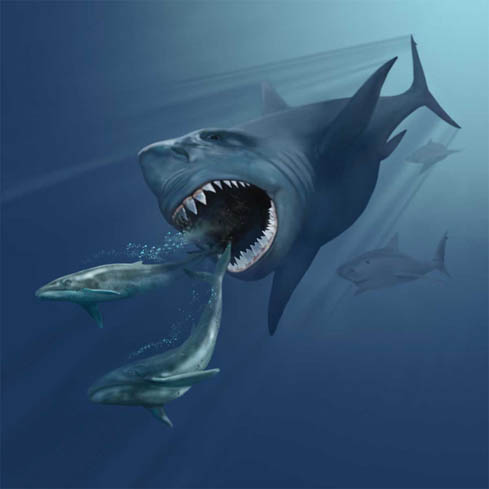
Megalodonte, um peixe condricte